# José Carlos Brasas Egido
José Carlos Brasas Egido (Valladolid, 1950) es un investigador español, catedrático de Arte de la Universidad de Valladolid. Escritor y difusor de temas de arte, especialmente sobre pintura y escultura. Jubilado desde el año 2010. Estudió el Bachillerato en el colegio vallisoletano de La Salle y el curso de preparación para la Universidad en el Instituto Zorrilla de esta localidad. Se matriculó en la Facultad de Filosofía y Letras siguiendo la especialidad de Historia del Arte. Terminó la licenciatura en 1973 e inmediatamente se incorporó a la docencia como profesor ayudante y sucesivamente fue profesor adjunto interino y numerario. En enero de 1974 obtuvo una beca de investigación que le vinculó al Departamento de Historia del Arte y que le permitió desarrollar y elaborar su tesis doctoral que defendió el 12 de mayo de 1979, con el título de La platería vallisoletana y su difusión. La platería palentina. Obtuvo la calificación de sobresaliente «cum laude» y poco después el Premio Extraordinario de Doctorado.
En 1982 marchó a Madrid donde se habían convocado las oposiciones para profesor adjunto; consiguió un resultado favorable y regresó a Valladolid con el título de «profesor adjunto». El paso siguiente en su carrera académica fue el acceso a las oposiciones a cátedra cuyos exámenes fueron convocados también en Madrid. Obtuvo la cátedra por oposición en 1991 y su destino en esta ocasión no fue su Valladolid natal sino Salamanca; en esta ciudad impartió la docencia como catedrático de Arte Moderno y Contemporáneo hasta 2010, año en que pidió la jubilación.
Desde 1980 es académico de número de la Real Academia de Bellas Artes de la Purísima Concepción de Valladolid y desde 1989 académico correspondiente por Valladolid de la Real Academia de Bellas Artes de San Fernando. Le fueron concedidos los premios de investigación de las Diputaciones de Valladolid, Palencia, del Centro de Estudios Bejaranos y el Premio de la Universidad de Salamanca a la excelencia científica.

## Trayectoria profesional y obras
Dio sus primeros pasos como docente profesional en la Universidad de Valladolid, consecutivamente como profesor ayudante, profesor adjunto interino y adjunto por oposición. Además de impartir clases a los alumnos dedicó muchas horas al Departamento de Historia del Arte, con el profesor Juan José Martín González como coordinador, del cual obtuvo fecundas enseñanzas además de una iniciación en el mundo de la investigación no sólo como investigador aislado sino como colaborador resaltando el trabajo en equipo.
Sus investigaciones en el mundo del arte, especialmente dedicadas a escultura y pintura no se limitaron a archivos y obras de otros profesionales precedentes sino que, siguiendo el consejo y el ejemplo de Martín González, aplicó el sistema de trabajo de campo in situ cuyos resultaron se vieron reflejados en una serie de obras publicadas. Así nació toda la serie de catálogos con el título genérico de Catálogo Monumental de la provincia de Valladolid, dedicado cada ejemplar a un Partido Judicial diferente. A Brasas Egido le correspondió junto con Jesús Urrea la elaboración del Catálogo Monumental del partido judicial de Villalón (1981) y en solitario la del Partido judicial de Olmedo (1977). La elaboración de estos catálogos supone la visita e inspección de cada localidad, el estudio y examen de las obras de arte, hacer fotografías, investigar en los archivos y hacer un exhaustivo repaso de la bibliografía.
La tesis doctoral versó sobre la platería en Valladolid y en Palencia. Es una obra erudita y de profunda investigación sobre un tema que por desconocido y poco estudiado anteriormente fue considerado como un arte secundario en la historiografía del Arte. Ya en 1975 Brasas había afrontado este mismo tema (platería barroca) cuya exposición se publicó en el Boletín del Seminario de Arte y Arqueología. Esta separata se centra en piezas dignas de mención procedentes de Salamanca y Córdoba.
Sobre escultura

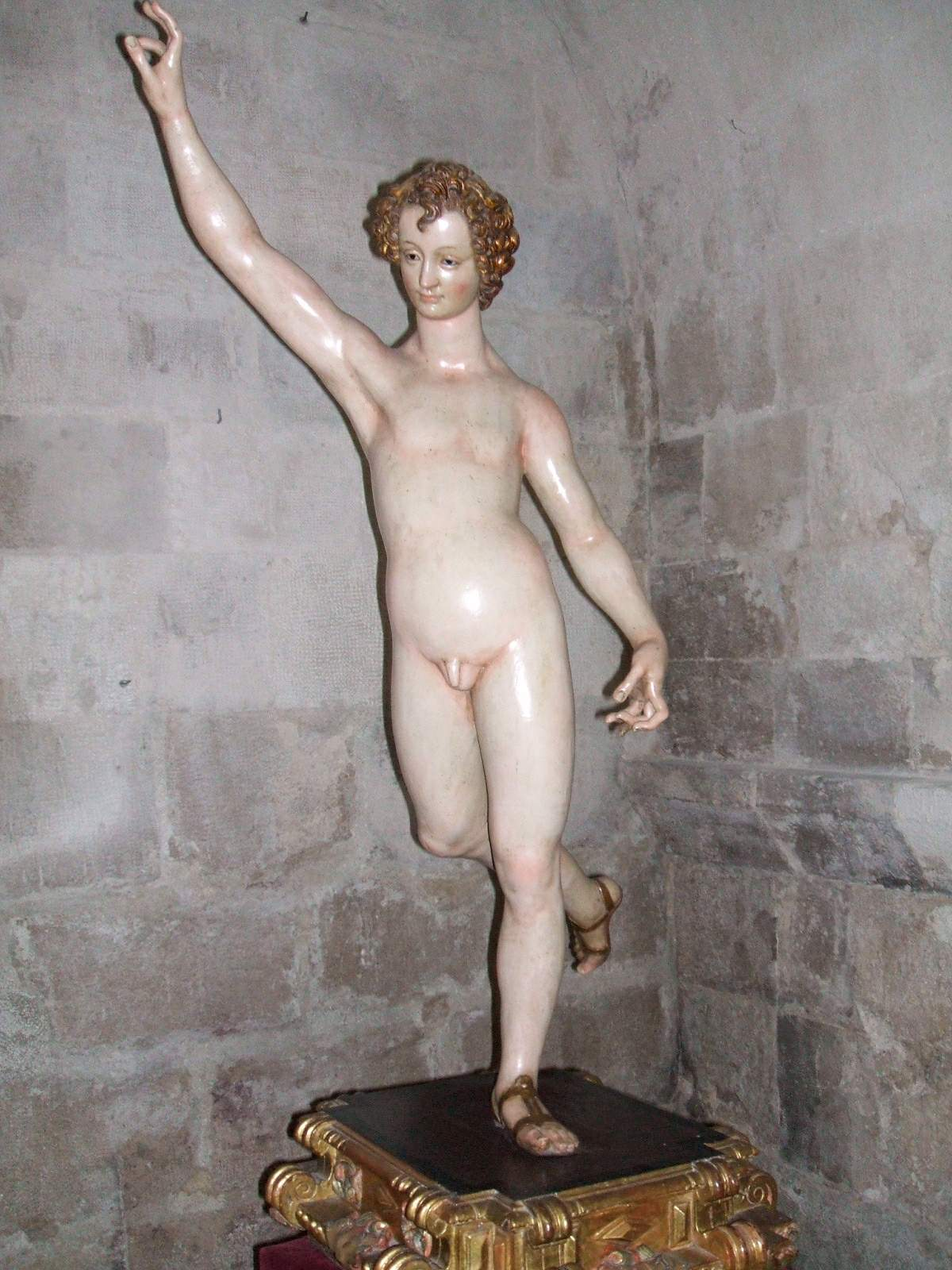
Arcángel Gabriel de Gregorio Fernández. Museo Diocesano de Valladolid

En uno de los recorridos hechos para llevar a cabo el trabajo de campo descubrió en la iglesia parroquial de Tudela de Duero una escultura de Gregorio Fernández que, «por tratarse de un desnudo integral poco apto para un templo» se guardaba arrinconada y fuera de la vista. La escultura es la representación del arcángel Gabriel, realizada por su autor probablemente con la intención de ser vestido con tela encolada, siguiendo la tradición de tantas otras. Tras la limpieza, la obra fue entregada a la Diócesis de Valladolid y fue colocada en la capilla de San Llorente que forma parte del Museo Diocesano y Catedralicio de Valladolid.
Los estudios realizados sobre Felipe de Espinabete ampliaron el conocimiento sobre la obra de este escultor barroco del siglo XVIII con el descubrimiento de una nueva cabeza de San Juan Bautista y la atribución de una sillería de coro tras el hallazgo del contrato del escultor con el monasterio de la Santa Espina fechada el 21 de febrero de 1766. De los 75 sitiales, diecinueve se encuentran en la iglesia del pueblo zamorano de Villavendimio. Siguiendo las mismas pautas pudo estudiar los fragmentos de sillería procedentes del monasterio de San Benito que se exhiben en el museo Diocesano, dando la autoría también a Espinabete.
Después de estos trabajos de los primeros años publicó las monografías sobre Victorio Macho (editado por la Diputación de Palencia, Mateo Hernández (en colaboración con Lorenzo Bernáldez y editado por la Junta de Castilla y León), José Luis Nuñez Solé, (editado por el Ayuntamiento de Salamanca), Los hermanos Hernández. Orfebres y esmaltistas art déco (editado por la Diputación de Valladolid).
Sobre pintura

El discurso que Brasas Egido hizo para la recepción pública en la Academia de Bellas Artes versó sobre el resurgir de la pintura vallisoletana durante la segunda mitad del siglo XIX, etapa a la que dedicó horas de estudio e investigación, especialmente sobre los pintores locales Arturo Montero Calvo, Francisco Fernández de la Oliva, Mariano de la Fuente Cortijo, Agustín Riancho, Marcelina Poncela, José Uría, entre otros.

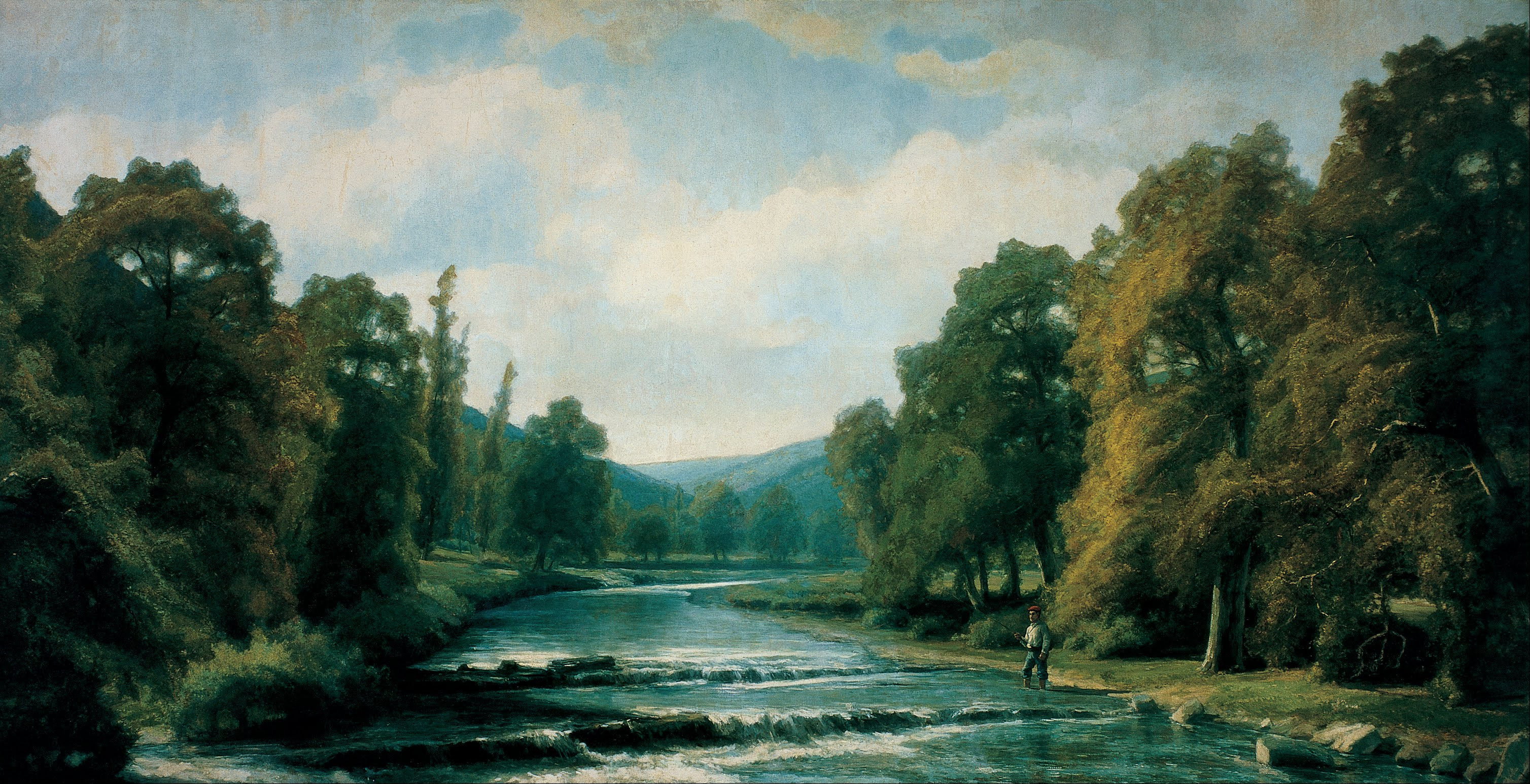
Pintura de Agustín de Riancho

Pasada la etapa de los primeros años escribió monografías y catálogos de exposiciones sobre pintores del siglo XX, entre otros: Anselmo Miguel Nieto (editado por la Diputación de Valladolid),  Eulogio Varela y la Ilustración Gráfica Modernista en Blanco y Negro (1995), José Loygorri. Dibujante art déco (editado en 2010 por la Diputación de Valladolid), Guido Caprotti da Monza. Un pintor italiano (2000), Castro Cires. Pintor de Castilla (1996); el catálogo Exposición organizada por el Banco Bilbao Vizcaya sobre el paisajista castellano Aurelio García Lesmes (1988).

## Distinciones
- Premio de Investigación de la Diputación de Valladolid.
- Premio de Investigación de la Diputación de Palencia.
- Premio Ciudad de Béjar del Centro de Estudios Bejaranos por su trabajo en Francisco González Macías. Vida y obra de un escultor bejarano (2010).[7]
- Premio María de Maeztu de la Universidad de Salamanca a la excelencia científica (2008).[8]